# Duncan Fallowell
Duncan Fallowell est un écrivain et critique britannique, né en 1948 à Londres. Outre ses nombreux romans, il a également collaboré avec le groupe Can, dont il a écrit les paroles de quelques chansons.

## Œuvre
- Un été chaud à Saint Pétersbourg (One Hot Summer in St Petersburg), 1994